# Eastern Passage
Die Eastern Passage ist ein Gewässer im Süden von Fiordland und der Südinsel von Neuseeland.

## Geographie
Das als Eastern Passage bezeichnete und nach Südwesten zur Tasmansee hin offene Gewässer befindet sich an der Südwestküste von Fiordland und erlaubt über die Bad Passage und den Return Channel Zugang zur Western Passage. Nach Norden hin schließt sich das Taiari / Chalky Inlet an, über das ein Zugang zu den beiden Fjorden Moana-whenua-pōuri / Edwardson Sound und Te Korowhakaunu / Kanáris Sound möglich ist. Die Passage besitzt eine ungefähre Flächenausdehnung von 26 km² und erstreckt sich in etwa über 8,7 km. Die maximale Breite des Gewässers beträgt rund 3,9 km.
Die einzigen Inseln, Chalky Island, Passage Islands und Great Island, befinden sich nicht direkt in dem Gewässer, sondern begrenzen es an seiner West- sowie Nordwestseite. Die Inselgruppe Garden Islands hingegen befindet sich an der Ostseite des Gewässers und ragt in einen angrenzenden Arm namens South Port hinein.